# Ulrich-Walter Gans
Ulrich-Walter Gans (* 1957) ist ein deutscher Klassischer Archäologe.
Ulrich-Walter Gans studierte Klassische Archäologie in Bochum und München. Er wurde 1989 an der Universität Bochum bei Hermann Büsing mit der Arbeit Korinthisierende Kapitelle der römischen Kaiserzeit. Schmuckkapitelle in Italien und den nordwestlichen Provinzen promoviert. 1989/1990 erhielt er das Wülfing-Stipendium. 1991 bis 1998 war er Wissenschaftlicher Mitarbeiter an der Universität Marburg. 2000 erfolgte dort die Habilitation, im Juli 2008 wurde er zum außerplanmäßigen Professor ernannt. Von 2001 bis 2009 war er Wissenschaftlicher Mitarbeiter für Drittmittelprojekte am Institut für Archäologie der Universität Bochum. Er forscht zur griechischen und römischen Antike, insbesondere zur Skulptur. 2009 vertrat er nach dem Ausscheiden Hermann Büsings die Professur für Klassische Archäologie an der Universität Bochum, bis 2010 Helga Bumke die Position antrat.

## Schriften
- Korinthisierende Kapitelle der römischen Kaiserzeit. Schmuckkapitelle in Italien und den nordwestlichen Provinzen. Böhlau, Köln-Weimar-Wien 1992, ISBN 3-412-07391-1 (Arbeiten zur Archäologie).
- Attalidische Herrscherbildnisse. Studien zur hellenistischen Porträtplastik Pergamons. Harrassowitz, Wiesbaden 2006, ISBN 978-3-447-05430-0 (Philippika, Band 15).